# 127 (număr)
127 (o sută douăzeci și șapte) este numărul natural care urmează după 126 și precede pe 128 într-un șir crescător de numere naturale.

## În matematică
127
- Este un prim Mersenne.[1][2] Este și exponentul din expresia 2127 – 1, alt număr Mersenne, care a fost descoperit de Édouard Lucas în 1876, și a deținut timp de 75 de ani recordul pentru Cel mai mare număr prim cunoscut; el este cel mai mare număr prim descoperit vreodată manual. Este și cel mai mare număr dublu Mersenne⁠(d) cunoscut. Deoarece 127 = 27 – 1 , 7 = 23 – 1, iar 3 = 22 – 1, este cel mai mic număr prim Mersenne, Asta face ca 7 să fie cel mai mic număr prim dublu Mersenne, iar 127 să fie cel mai mic număr prim triplu Mersenne.
- Este un număr prim bun.[3][4]
- Este un număr prim cubic de forma {\displaystyle p=(x^{3}-y^{3})/(x-y)},  {\displaystyle x=y+1}.[5]
- Următorul număr prim este 131, cu care forează o pereche de numere prime verișoare⁠(d).[6]
- Deoarece următorul număr impar, 129, este un număr semiprim,[7], 127 este un Prim Chen.[8]
- Este un număr prim izolat,[9][10] deoarece numerele p – 2 și p + 2 nu sunt prime.
- Este un număr prim plat.[11][12]
- Este un număr prim Ramanujan.[13][14]
- Este un număr prim tare.[15][16]
- Este un număr prim Solinas.[17][18]
- Este un număr prim subțire.[19][20]
- Este un număr centrat hexagonal.[21][22]
- Este al 7-lea Număr Motzkin.[23][24]
- Este un număr prim palindromic[25] în sitemele de numerație cu bazele 2 și 9 (1519).
- Este un număr Friedman atât în baza 10, deoarece {\displaystyle 127=2^{7}-1\,}, cât și în baza 2, deoarece {\displaystyle 1111111=(1+1)^{111}-1\,}.[26]
- Este suma sumelor divizorilor primilor 12 întregi pozitivi.[27]
- Este cel mai mic număr prim care poate fi scris ca sumă a primelor două sau mai multe numere prime impare: {\displaystyle 127=3+5+7+11+13+17+19+23+29\,}.[28]
- Este cel mai mic număr impar care nu poate fi scris sub forma {\displaystyle p+2^{x}\,} pentru un p prim și x întreg, deoarece 127 – 20 = 126, 127 – 21 = 125, 127 – 22 = 123, 127 – 23 = 119, 127 – 24 = 111, 127 – 25 = 95 și 127 – 26 = 63 sunt toate numere compuse.[29]

## În știință

### În astronomie
- Obiectul NGC 127 din New General Catalogue este o galaxie, posibil spirală, posibil lenticulară cu o magnitudine 14,8 în constelația Peștii.
- 127 Johanna este un asteroid din centura principală.

### În tehnica de calcul
- Este cel mai mare număr întreg reprezentabil pe 8-bit în complement față de doi.
- Este caracterul de control neimprimabil "Delete⁠(d)" (DEL) în codul ASCII.
- În Internet Protocol IPv4 este ultima rețea de clasă A.

## În religie
- Figura biblică Sara a trăit 127 de ani.[30]
- După Cartea Esterei (1:1), sub Ahașveroș Imperiul Persan avea 127 de provincii.
- Strofa 127 din Hávamál este folosit ca o declarație împotriva practicilor noii mișcări păgâne nordice.[31]

## În alte domenii
127 se poate referi la:
- 127 Hours este un film din 2010.
- 127 film este un format de film.
- 127th Street Ensemble a fost o trupă de actori Afro-americani în care a activat și Tupac Amaru Shakur.
- Micul autoturism Fiat 127.
- Roata dințată cu cel mai mare număr de dinți din setul standard de roți pentru lira cu roți de schimb.[32] Servește la realizarea filetelor în țoli, deoarece 127 / 5 =25,4 , dimensiunea exactă a țolului în milimetri.